# Francesc de Borja (cardenal)
No el confongueu amb sant Francesc de Borja.
Francesc de Borja (1441 - 4 de novembre, 1511) fou un cardenal valencià, i el setè dels deu cardenal nepots creats per Alexandre VI.
Francesc va nàixer el 1441 a Xàtiva i fou canonge al capítol de la catedral de València. Després de l'elecció de Roderic de Borja com a Papa Alexandre VI pel conclave papal de 1492, Francesc va anar a Roma, convertint-se en el protonotari apostòlic, i, a continuació, en el tresorer general el 20 de setembre de 1493. Fou elegit bisbe de Teano el 19 d'agost de 1495 i va mantenir el càrrec fins al 5 de juny de 1508 quan va renunciar a favor del seu nebot del mateix nom. No hi ha evidència que fóra mai consagrat com a bisbe. Alexandre VI elevà Francesc a sacerdot cardenal el 28 de setembre 1500 in pectore i publicà el seu cardenalat el 2 d'octubre agregant el títol de Santa Cecilia el 5 d'octubre.
Més tard va acumular diversos beneficis: en primer lloc com abat comendatari dels monestirs de San Vincenzo, Volturno, i de San Stefano di Sermo, després la diòcesi de Terracina el 19 d'agost de 1495, i després el seu metropolitana de Cosenza el 6 de novembre de 1499
Va ser nomenat legat papal de Campània el 1501, i va sortir de Roma el 22 de juny per tal de reconquerir Rocca di Papa i altres estats dels Colonna per al papat. En 1502, va acompanyar Lucrècia Borja a Ferrara amb motiu del seu matrimoni amb Alfons d'Este, i es va convertir en tutor del fill menor d'Alexandre VI, Joan Borja.
Des de gener de 1503 fins al 1504, Borja ostentà el títol de Camarlenc, i durant aquest temps, el 10 de març, va tractar de recuperar alguns deutes del Col·legi de Cardenals. Va participar en els conclaves del setembre de 1503 i d'octubre del mateix any, abans d'obtindre el títol de Ss. Nereo ed Achillea l'11 d'agost de 1506.
Juntament amb altres cardenals, Borja va conspirar contra el Papa Juli II, i des de Ferrara, va fer pública la seua oposició al pontífex. La seva signatura també està estampada en el document del 16 de març de 1511 que va tractar de portar el Papa a un concili a Pisa; Borja delegà la seua autoritat in absentia a cinc dels cardenals que van assistir al concili. Com a resultat, Borja va ser privat del seu cardenalat i excomunicat per Juli II el 24 d'octubre de 1511. Els altres canciliants, els cardenals Federico di Sanseverino, Bernardino López de Carvajal, Guillaume Briçonnet, René de Prie i Amanieu d'Albret (un altre cardenal-nepot d'Alexandre VI), també van ser excomunicats, però a diferència de Borja van viure prou com per ser perdonats i recuperar els seus títols cardenalicis el 1513 pel Papa Lleó X. Abans de la seua mort, Borja va ser protoprete breuement, des de gener de 1511 fins a la seua mort el 4 de novembre de 1511, ocorreguda a Reggio Emilia (on està soterrat) abans d'haver tingut l'oportunitat d'assabertar-se'n de la seva excomunió.